# High bay
High bay – rodzaj oświetlenia zaprojektowanego do stosowania w wysokich pomieszczeniach, zwykle powyżej 20 stóp (ok. 6 metrów). Charakteryzuje się wysoką intensywnością światła, zdolnością do równomiernego rozprowadzania światła na dużej przestrzeni oraz efektywnością energetyczną.
Oświetlenie typu high bay jest kluczowym elementem zapewniającym optymalne warunki pracy oraz bezpieczeństwo w miejscach o dużej powierzchni. Jest szeroko stosowane nie tylko w przemyśle, ale również w obiektach sportowych i wystawienniczych. Lampy przemysłowe high bay znajdują zastosowanie między innymi w magazynach, halach przemysłowych, warsztatach, salach gimnastycznych.
Najczęściej wykorzystywaną technologią w oświetleniu high bay jest LED, oferująca długą żywotność, niskie zużycie energii oraz minimalne wymagania konserwacyjne. Oświetlenie LED typu high bay zużywa do 75% mniej energii niż tradycyjne opcje oświetleniowe, co przekłada się na znaczne oszczędności kosztów.
Oświetlenie przemysłowe typu high bay podlega określonym normom i kryteriom, które definiują standardy jakości oraz bezpieczeństwa dla tego typu produktów. W procesie projektowania i implementacji oświetlenia przemysłowego typu high bay często odwołuje się do specyficznych wytycznych, takich jak norma PN-EN 62262, definiująca minimalny stopień ochrony IP (International Protection) niezbędny do zapewnienia odpowiedniej ochrony przed czynnikami zewnętrznymi, oraz norma EN 62262, określająca klasę wytrzymałości mechanicznej, jaką powinno charakteryzować się oświetlenie przemysłowe do użytku zewnętrznego. Te wytyczne są kluczowe w zapewnieniu, że lampa przemysłowa typu high bay jest odpowiednio zabezpieczona i trwała, co jest niezbędne w wymagających warunkach przemysłowych.
Oprawy przemysłowe typu high bay zbudowane są z matrycy LED i najczęściej wykonane są z odpornego na wpływ czynników zewnętrznych, solidnego aluminium. Elementem stałym jest także specjalny radiator odpowiadający za utrzymanie optymalnej temperatury pracy lampy. Do przymocowania lampy stosuje się najczęściej wbudowany hak.
Przewiduje się, że rynek oświetlenia high bay będzie rósł w imponującym tempie rocznym (CAGR) w latach 2023-2030. Taka tendencja świadczy o rosnącym zapotrzebowaniu na efektywne energetycznie i wysokowydajne rozwiązania oświetleniowe w wielu sektorach.